# 尾奈站
尾奈站（日语：／ Ona eki */?）是位於靜岡縣濱松市濱名區三日町下尾奈1170番4號，天龍濱名湖鐵道的天龍濱名湖線車站。

## 歷史
- 1936年（昭和11年）12月1日 - 國鐵二俁西線（後來為二俁線）新所原站至三日站之間開通，此站啟用。
- 1962年（昭和37年）8月21日 - 結束貨物起卸業務。
- 1970年（昭和45年）6月1日 - 結束行李、小行李起卸業務，同時成為無人車站。
- 1987年（昭和62年）3月15日 - 二俁線由天龍濱名湖鐵道接管，成為天龍濱名湖鐵道車站。

## 車站構造
本站是建設於路堤上的地面車站，設有1面1線的單式月台。此站是無人車站。車站大樓2樓設有候車室，站內也設有廁所。

## 利用狀況
以下為近年1日平均乘車人次
| 乘車人次變化 | 乘車人次變化      |
| 年度         | 一日平均 乘車人次 |
| ------------ | ----------------- |
| 2008         | 62                |
| 2009         | 49                |
| 2010         | 44                |
| 2011         | 53                |
| 2012         | 57                |
| 2013         | 62                |
| 2014         | 62                |
| 2015         | 47                |
| 2016         | 56                |
| 2017         | 45                |
| 2018         | 35                |

## 車站周邊
- 國道301號
- 三日下尾奈簡易郵局
- 三日橙親睦巴士（日语：浜松市自主運行バス#三ヶ日オレンジふれあいバス） 尾奈巴士站

## 相鄰車站
天龍濱名湖鐵道
天龍濱名湖線
奧濱名湖－尾奈－知波田

## 注腳
1. ↑  濱松市統計書

## 外部連結
- 尾奈站 （页面存档备份，存于）（日語） - 天龍濱名湖鐵道株式會社